# 朝クラ!
『朝クラ!』は、エフエム北海道（AIR-G'）で放送されている、クラシック音楽のラジオ番組。